# Acanthomeniidae
De Acanthomeniidae is een familie van weekdieren uit de orde Cavibelonia.

## Geslachten
- Acanthomenia Thiele, 1913
- Amboherpia Handl & Salvini-Plawen, 2002
- Veromenia Gil Mansilla, Garcia Alvarez & Urgorri, 2008